# Летичани
Летичани су насељено место у саставу града Бјеловара, у Бјеловарско-билогорској жупанији, Република Хрватска.

## Историја
За време рата 1991-1995. године у Летичанима није било борбених дејстава, а ипак су спаљене и миниране куће Срба. За то нико није одговарао до дан данас, иако се зна ко је то и по чијем налогу урадио.

## Становништво
На попису становништва 2011. године, Летичани су имали 349 становника.

## Попис1991.
На попису становништва 1991. године, насељено место Летичани је имало 334 становника, следећег националног састава:
| Попис 1991.‍  | Попис 1991.‍  | Попис 1991.‍ | Попис 1991.‍ | Попис 1991.‍ |
| ------------ | ------------ | ----------- | ----------- | ----------- |
|              |              |             |             |             |
| Хрвати       | Хрвати       |             | 289         | 86,52%      |
| Срби         | Срби         |             | 23          | 6,88%       |
| Југословени  | Југословени  |             | 8           | 2,39%       |
| Албанци      | Албанци      |             | 5           | 1,49%       |
| Словенци     | Словенци     |             | 3           | 0,89%       |
| неопредељени | неопредељени |             | 3           | 0,89%       |
| непознато    | непознато    |             | 3           | 0,89%       |
| укупно: 334  |              |             |             |             |